# La Haye-du-Theil
La Haye-du-Theil település Franciaországban, Eure megyében. Lakosainak száma 324 fő (2022. január 1.). La Haye-du-Theil Le Bosc-du-Theil és Les Monts du Roumois községekkel határos.

## Népesség
A település népességének változása:
| Lakosok száma | 201  | 187  | 194  | 257  | 298  | 298  | 298  | 304  | 309  | 324  |
|               | 1968 | 1982 | 1990 | 2006 | 2013 | 2015 | 2017 | 2019 | 2020 | 2022 |